# آکائولوسپوراسئا
آکائولوسپوراسئا (نام علمی: Acaulosporaceae) نام یک تیره از شاخه قارچ‌های کلافی است.